# Марченко, Матрёна Ефимовна
Матрёна Ефимовна Марченко (1894 год, Рязанская губерния, Российская империя — неизвестно, Гудаута, Абхазская АССР, Грузинская ССР) — звеньевая Бомборского виноградарского совхоза Министерства пищевой промышленности СССР, Гудаутский район, Абхазская АССР, Грузинская ССР. Герой Социалистического Труда (1950).

## Биография
Родилась в 1894 году в крестьянской семье в одном из сельских населённых пунктов современной Рязанской области.
С раннего возраста трудилась в сельском хозяйстве. В 1930-х годах переехала в Абхазскую АССР, где трудилась на виноградниках Бомборского виноградарского совхоза. В послевоенное время была назначена звеньевой бригады Капитона Игнатьевича Нароушвили.
В 1949 году звено под её руководством собрало в среднем с каждого гектара по 125,8 центнера винограда на участке площадью 5,5 гектара. Указом Президиума Верховного Совета СССР от 4 сентября 1950 года удостоена звания Героя Социалистического Труда за «получение высоких урожаев винограда в 1949 году» с вручением ордена Ленина и золотой медали «Серп и Молот» (№ 5546).
Этим же указом званием Героя Социалистического Труда были награждены её бригадир Капитон Нароушвили и звеньевая Татьяна Григорьевна Редькина.
За выдающиеся трудовые достижения по итогам работы следующего 1950 года был награждён вторым орденом Ленина.
После выхода на пенсию проживала в Гудауте. Дата смерти не установлена.
Награды
- Герой Социалистического Труда
- Орден Ленина — дважды (1950; 28.07.1951)